# Kasamh Se
Kasamh Se – indyjska opera mydlana produkowana przez Ekta Kapoor i Sharan Kapoor. Reżyserem jest Taimur Bajwa. Premiera serialu miała miejsce w 2006 roku.

## Obsada
- Jaya Bhattacharya/Ashwini Khalsekar – Jigyasa
- Prachi Desai – Bani
- Suvarna Jha – Karuna
- Ram Kapoor – Jai Walia
- Ejaz Khan – Anupam Kapadia